# Tara Correa-McMullen
Tara Correa-McMullen, nacida como Shalvah McMullen (Westminster, Vermont, 24 de mayo de 1989-Inglewood, Los Ángeles, California, 21 de octubre de 2005), fue una actriz estadounidense. Interpretó a Graciela Reyes, miembro de una pandilla en la serie dramática de la CBS Judging Amy. El 21 de octubre de 2005, fue asesinada a tiros frente a un complejo de apartamentos en Inglewood, Los Ángeles, California.

## Primeros años
Tara Correa-McMullen nació en Westminster, Vermont, hija de Mary Devra Correa y Thomas McMullen. En 1996, ella, su madre y su hermana mayor Abigail se trasladaron al sur de California, y más tarde se establecieron en Venice, un barrio acomodado de Los Ángeles. Correa-McMullen asistió a la Claremont Middle School y más tarde a la Escuela Preparatoria Venice, donde cantó en el coro de la escuela.

## Carrera
El único papel cinematográfico de Correa-McMullen fue en la película de 2005 Rebound, en la que su madre, que en aquel momento trabajaba para una empresa de casting, recomendó a su hija para el papel. Correa-McMullen no tenía experiencia interpretativa antes de conseguir el papel. Más tarde consiguió un papel como personaje recurrente en la serie dramática de la CBS Judging Amy como Graciela Reyes, una joven pandillera, y apareció en siete episodios durante la sexta y última temporada de la serie, de 2004 a 2005. Correa-McMullen también tuvo un pequeño papel en un episodio de la serie de televisión de Nickelodeon Zoey 101 en 2005.

## Asesinato
A principios de 2005, a los 16 años, se independizó y se mudó a su propio apartamento en Inglewood, Los Ángeles, California. Empezó a salir con un miembro de una pandilla, Christopher Avery, diez años mayor que ella.[cita requerida] La noche del 21 de octubre de 2005, fue asesinada a tiros por el miembro de la pandilla Damien Watts. En el momento de su muerte, Correa-McMullen se encontraba fuera de su complejo de apartamentos e intentaba entrar corriendo para ponerse a salvo. Otras dos personas también recibieron disparos en el incidente, pero sobrevivieron.

### Funeral
Está enterrada en el Forest Lawn Memorial Park de Hollywood Hills, en Los Ángeles.

### Secuelas
Damien Watts fue acusado de un cargo de asesinato y dos de intento de asesinato el 1 de marzo de 2006. El 23 de enero de 2009 fue declarado culpable del asesinato de Correa-McMullen. Watts fue condenado a cinco cadenas perpetuas sin libertad condicional el 27 de febrero de 2009. El cómplice de Watts en la matanza, Joseph Wayne Jones, también fue condenado a cadena perpetua sin libertad condicional.